# Carter County, Montana
Carter County är ett administrativt område i delstaten Montana, USA. År 2010 hade countyt 1 160 invånare. Den administrativa huvudorten (county seat) är Ekalaka. Countyt har fått sitt namn efter politikern Thomas H. Carter.

## Geografi
Enligt United States Census Bureau så har countyt en total area på 8 672 km². 8 649 km² av den arean är land och 23 km² är vatten. 

### Angränsande countyn
- Park County, Montana - väst
- Stillwater County, Montana - nord
- Yellowstone County, Montana - nordost
- Big Horn County, Montana - öst
- Big Horn County, Wyoming - sydost
- Park County, Wyoming - syd